# Everything Must Go (Manic Street Preachers-album)
Everything Must Go är Manic Street Preachers fjärde album, utgivet i maj 1996. Albumet är bandets första utan Richey James Edwards, som försvann i februari 1995. Fyra låtar på skivan är dock skrivna av Richey.
Albumet nådde som bäst andraplatsen på den brittiska albumlistan. "A Design for Life", "Everything Must Go", "Kevin Carter" och "Australia" släpptes som singlar, den första blev mest framgångsrik med en andraplats på singellistan.

## Låtlista
1. "Elvis Impersonator: Blackpool Pier" (Bradfield, James, Wire) - 3:28
2. "A Design for Life" (Bradfield, Moore, Wire) - 4:16
3. "Kevin Carter" (Bradfield, James, Moore, Wire) - 3:24
4. "Enola/Alone" (Bradfield, Moore, Wire) - 4:07
5. "Everything Must Go" (Bradfield, Moore, Wire) - 3:41
6. "Small Black Flowers That Grow in the Sky" (Bradfield, James, Moore, Wire) - 3:02
7. "The Girl Who Wanted to Be God" (Bradfield, James, Moore, Wire) - 3:35
8. "Removables" (Bradfield, James, Moore, Wire) - 3:31
9. "Australia" (Bradfield, Moore, Wire) - 4:04
10. "Interiors (Song for Willem de Kooning)" (Bradfield, Moore, Wire) - 4:17
11. "Further Away" (Bradfield, Moore, Wire) - 3:38
12. "No Surface All Feeling" (Bradfield, Moore, Wire) - 4:13